# پاملا استنفورد
مونیک سیلون دولونی (فرانسوی: Monique Sylvaine Delaunay‎؛ زادهٔ ۳۰ اکتبر ۱۹۴۸) با نام هنری پاملا استنفورد، بازیگر و هنرمند رقص اهل فرانسه است.
از فیلم‌هایی که وی در آن‌ها نقش داشته‌است، می‌توان به نشاط‌آفرینان، کاباره دختران منحرف، خوفناکی آدم‌خوار، دو خواهر شریر، لورنا جن‌گیر، یک پلیس، زندان زنان و دنیای آدم‌خواران اشاره کرد.